# Paul de Ley

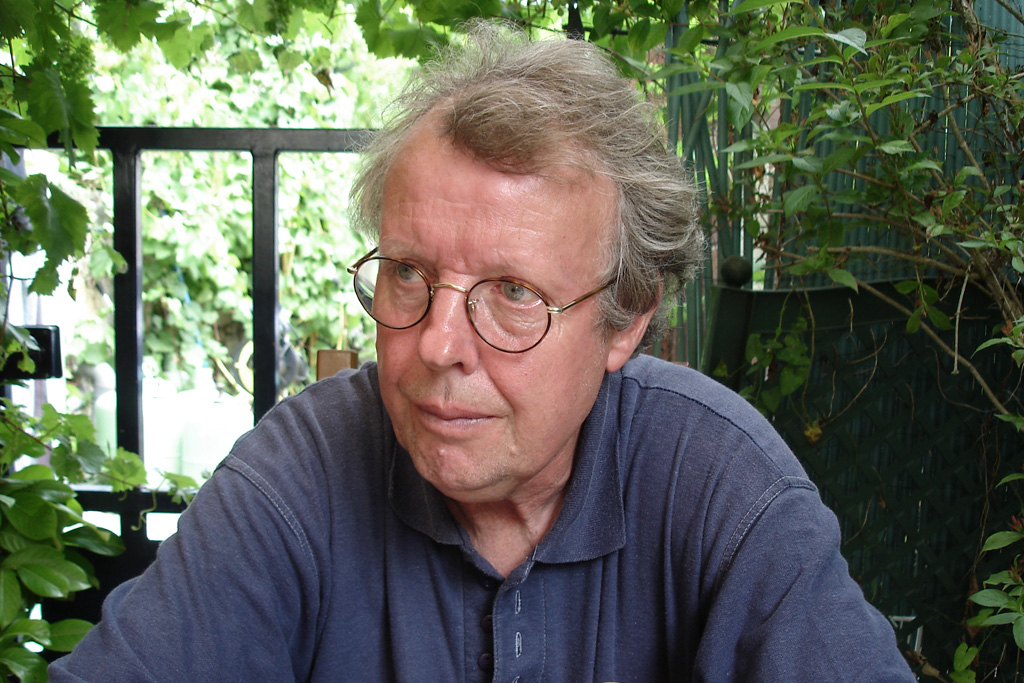
Paul de Ley in 2013

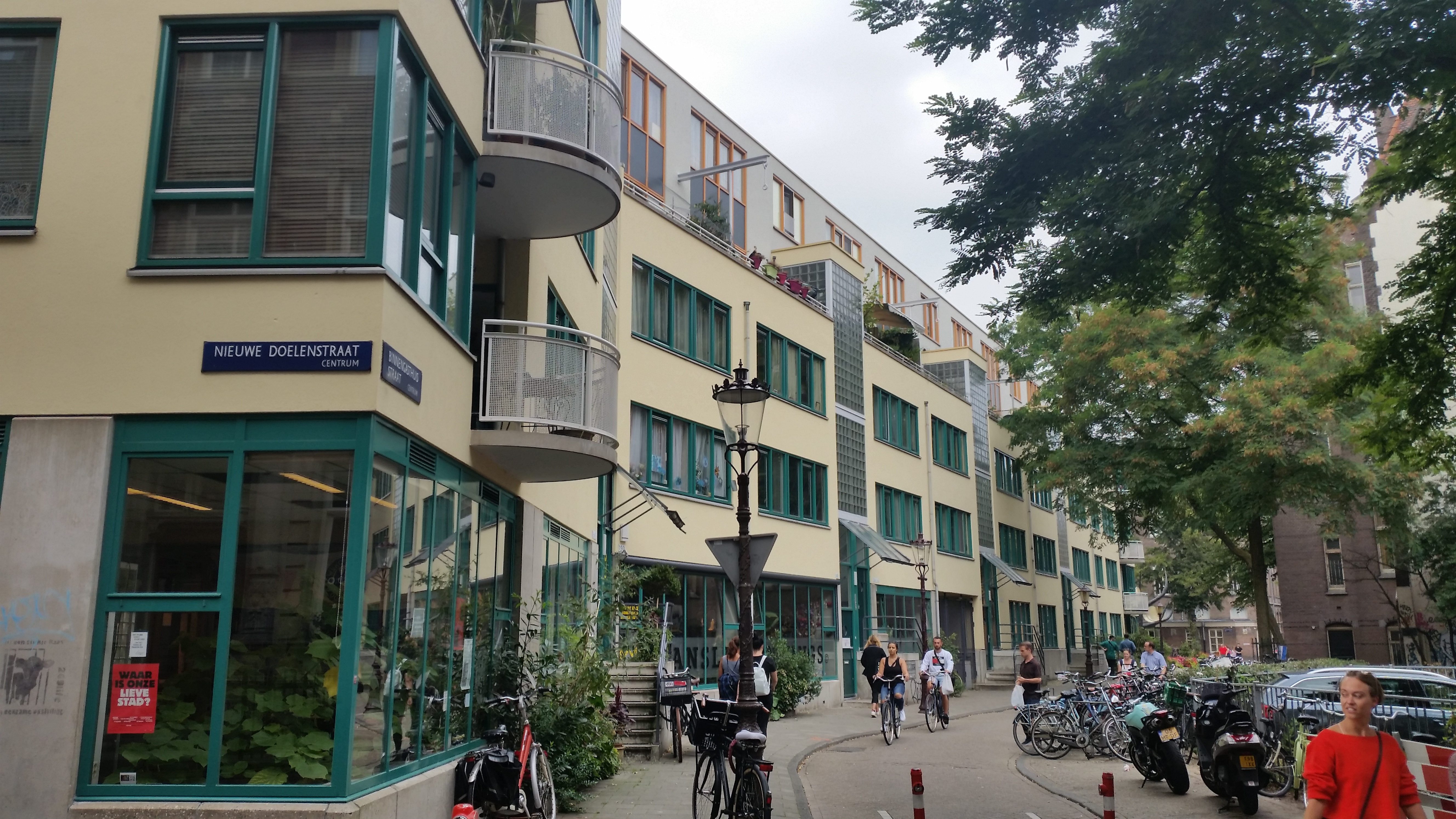
Werk van Paul de Ley aan de Binnengasthuisstraat, Amsterdam (foto 2018)

Paul de Ley (Hilversum, 14 september 1943 – 19 maart  2024) was een Nederlands architect en kunstenaar.
Hij werd geboren in het Diakonessenhuis in Hilversum, als zoon van het onderwijzersgezin van Christina Jannetje van Eeuwen en Martinus Ludovicus De Ley.
Hij doorliep na zijn lagere school in Hilversum (Fabritiusschool). Vanwege een matige gezondheid (bronchitis) werd gekozen voor een Mulo-opleiding (Rembrandt Mulo), maar hij kon snel doorschuiven naar de Hogereburgerschool (Gemeentelijke HBS) in Hilversum, die hij echter niet afmaakte. Hij ging, nog niet geheel overtuigd, bouwkunde studeren aan de Hogere technische school in Utrecht (1960-1964) en stootte door naar de Academie van Bouwkunst (1964-1971), alwaar hij Theo Bosch leerde kennen. Die laatste studie middels avondcursussen combineerde hij al met het werken bij de architectenbureaus van Jan H. van der Zee in Bussum (1964-1966), Gerrit Boon in Amsterdam (1966-1968), Willem Kruiswijk in Zaandam (1968-1969) en ten slotte dat van Aldo van Eyck, Theo Bosch en Lucien Lafour in Amsterdam (1969-1973)  De studie en het werk leidden richting de stijl van 
het structuralisme. Een van zijn eerste projecten toen was nieuwbouw op het Bickerseiland (bestemmingsplan)  en een herontwikkeling van het Paleis op de Dam samen met Jouke van den Bout met wie hij in 1975 weer brak. Tussen 1973 en 2003 voerde hij zijn eigen bureau en verdiepte zich in stadsvernieuwing en sociale woningbouw; hij ontwierp dergelijke woningen voor de grote steden in Nederland. Zo kwam in 1985 tot 1992 zijn vernieuwbouw van Het Witte Dorp in Rotterdam.
In 2003 voegde architect Fenna Oorthuys zich bij hem (De Ley en Oorhuys). Vanaf 2005 deed hij het rustiger aan en ging zijn archief (14 strekkende meter) naar het Nederlands Architectuurinstituut (NIA). In 2007 werd hij geëerd met een biografie samengesteld door Tonny Claassen voor BONAS. 
In zijn ontwerptijd bekleedde hij ook een aantal nevenfuncties; zo was hij wel (gast)docent aan de Gerrit Rietveld Academie (1996-1998) en Academie van Bouwkunst (2006-2007). Ook had hij zitting in welstandscommissies in Den Haag en Hilversum. De door hem ontwerpen gebouwen kenmerken zich door een zachte kleurstelling, hetgeen te danken was aan kunstenaar Marijke de Ley-Reus.   
Eenmaal architect in ruste wendde hij tot de kunsten waaronder het schrijven. Zo publiceerde hij in 2008 Holland-België 1914-1940, een familiegeschiedenis (Aspect). In de beeldhouwkunst probeerde hij “zijn gebouwen” te vertalen naar kleiner werk (kleiplaten).
In 2020 maakte hij zich, stadsvernieuwer of niet, met collega-architecten Uri Gilad, hans van Heeswijk, Lucien Lafour, Inez Liem, Fenna Oorthuys, Liesbeth van der Pol, Boris Roos, Marina Roosebeek, Frank Smit, Sjoerd Soeters en Jan Peter Wingerder hard voor het behoud voor het Service & Informatiecentrum van de Universiteit van Amsterdam; een creatie van Theo Bosch. 
Zijn door zijn vrienden (waaronder Claassen en Lafour) ondertekend bericht van overlijden meldt: 
Zijn enthousiasme en liefde voor bouwen, literatuur, geschiedenis, schrijven en zijn Belgische roots waren kenmerkend.